# Eufidonia fidoniata
Eufidonia fidoniata là một loài bướm đêm trong họ Geometridae.